# Discreliotia
Discreliotia is een geslacht van weekdieren uit de klasse van de Gastropoda (slakken).

## Soorten
- Discreliotia radians Laseron, 1958
- Discreliotia serrata Laseron, 1958